# Tubuai (isla)
La isla Tubuai, también llamada Moutou, es el centro administrativo y económico de las islas Australes, que también se llaman islas Tubuai. Está situada a 640 km al sur de Tahití, 210 km al sureste de Rurutu y a 180 km al noroeste de Raivavae.

## Geografía
De forma ovalada, la isla tiene un relieve formado por dos volcanes, con una altitud máxima de 422 metros en el monte Taita, y una superficie total de 45 km². Está rodeada de una laguna protegida por un círculo de ocho islotes: 
- Motu One o îlot de sable (islote de Arena)
- Motu Rautaro
- Motu Toena
- Motu Roa o Motu Tāpapatava'e
- Motu Mitihā
- Motu 'Ōfa'i o îlot caillou (islote de Piedra)
- 'Iri'iriroa
- Îlot plat (islote Plano)

Dispone de un aeródromo abierto en 1972. Se cultivan productos de huerta, como patatas, zanahorias, coles y taro, que proveen el mercado de Tahití.

### Clima
| Parámetros climáticos promedio de Tubuai (1981–2010) | Parámetros climáticos promedio de Tubuai (1981–2010) | Parámetros climáticos promedio de Tubuai (1981–2010) | Parámetros climáticos promedio de Tubuai (1981–2010) | Parámetros climáticos promedio de Tubuai (1981–2010) | Parámetros climáticos promedio de Tubuai (1981–2010) | Parámetros climáticos promedio de Tubuai (1981–2010) | Parámetros climáticos promedio de Tubuai (1981–2010) | Parámetros climáticos promedio de Tubuai (1981–2010) | Parámetros climáticos promedio de Tubuai (1981–2010) | Parámetros climáticos promedio de Tubuai (1981–2010) | Parámetros climáticos promedio de Tubuai (1981–2010) | Parámetros climáticos promedio de Tubuai (1981–2010) | Parámetros climáticos promedio de Tubuai (1981–2010) |
| Mes                                                  | Ene.                                                 | Feb.                                                 | Mar.                                                 | Abr.                                                 | May.                                                 | Jun.                                                 | Jul.                                                 | Ago.                                                 | Sep.                                                 | Oct.                                                 | Nov.                                                 | Dic.                                                 | Anual                                                |
| ---------------------------------------------------- | ---------------------------------------------------- | ---------------------------------------------------- | ---------------------------------------------------- | ---------------------------------------------------- | ---------------------------------------------------- | ---------------------------------------------------- | ---------------------------------------------------- | ---------------------------------------------------- | ---------------------------------------------------- | ---------------------------------------------------- | ---------------------------------------------------- | ---------------------------------------------------- | ---------------------------------------------------- |
| Temp. máx. abs. (°C)                                 | 32.0                                                 | 32.0                                                 | 32.7                                                 | 32.3                                                 | 32.0                                                 | 31.0                                                 | 30.0                                                 | 30.0                                                 | 29.0                                                 | 30.0                                                 | 30.0                                                 | 32.0                                                 | 32.7                                                 |
| Temp. máx. media (°C)                                | 28.0                                                 | 28.6                                                 | 28.6                                                 | 27.4                                                 | 25.8                                                 | 24.4                                                 | 23.9                                                 | 23.7                                                 | 23.9                                                 | 24.7                                                 | 25.9                                                 | 26.9                                                 | 26.0                                                 |
| Temp. media (°C)                                     | 25.7                                                 | 26.2                                                 | 26.0                                                 | 24.9                                                 | 23.2                                                 | 21.7                                                 | 21.2                                                 | 21.0                                                 | 21.1                                                 | 22.1                                                 | 23.4                                                 | 24.5                                                 | 23.4                                                 |
| Temp. mín. media (°C)                                | 23.3                                                 | 23.7                                                 | 23.4                                                 | 22.3                                                 | 20.7                                                 | 19.0                                                 | 18.6                                                 | 18.3                                                 | 18.4                                                 | 19.5                                                 | 20.8                                                 | 22.0                                                 | 20.8                                                 |
| Temp. mín. abs. (°C)                                 | 14.5                                                 | 15.5                                                 | 15.8                                                 | 14.6                                                 | 10.0                                                 | 10.0                                                 | 10.0                                                 | 9.2                                                  | 10.3                                                 | 10.7                                                 | 12.0                                                 | 14.3                                                 | 9.2                                                  |
| Lluvias (mm)                                         | 194.4                                                | 192.4                                                | 176.3                                                | 165.3                                                | 153.3                                                | 119.0                                                | 136.0                                                | 133.4                                                | 104.8                                                | 116.5                                                | 133.9                                                | 200.4                                                | 1825.7                                               |
| Días de lluvias (≥ 1 mm)                             | 13.2                                                 | 12.9                                                 | 13.3                                                 | 12.5                                                 | 12.4                                                 | 11.4                                                 | 11.2                                                 | 11.3                                                 | 9.6                                                  | 9.9                                                  | 10.2                                                 | 13.2                                                 | 141.1                                                |
| Horas de sol                                         | n/a                                                  | n/a                                                  | 204.9                                                | 175.6                                                | 158.6                                                | 141.6                                                | 165.5                                                | 165.0                                                | n/a                                                  | n/a                                                  | 199.9                                                | 177.0                                                | n/a                                                  |
| Fuente: Météo-France                                 |                                                      |                                                      |                                                      |                                                      |                                                      |                                                      |                                                      |                                                      |                                                      |                                                      |                                                      |                                                      |                                                      |

## Historia y población
Las aldeas de la isla son Mataura (la capital), Taahueia y Mahu y con 2.171 habitantes (censo 2002) es la isla más poblada y capital de las islas Australes.
Tubuai, así como Rurutu, fue poblado desde las islas de la Sociedad acerca del año 900 d. C. El capitán Cook fue el primer europeo en explorarla el 9 de agosto de 1777. Doce años más tarde, se refugiaron los amotinados del Bounty, pero después de participar en las guerras tribales, tuvieron que huir.
En 1819 Tubuai reconoció la soberanía de Pomare II, rey de Tahití y la población se convirtió al protestantismo. En 1844 llegaron los mormones, hoy en día mayoritarios. En 1881 fue anexionada por Francia.

## Galería

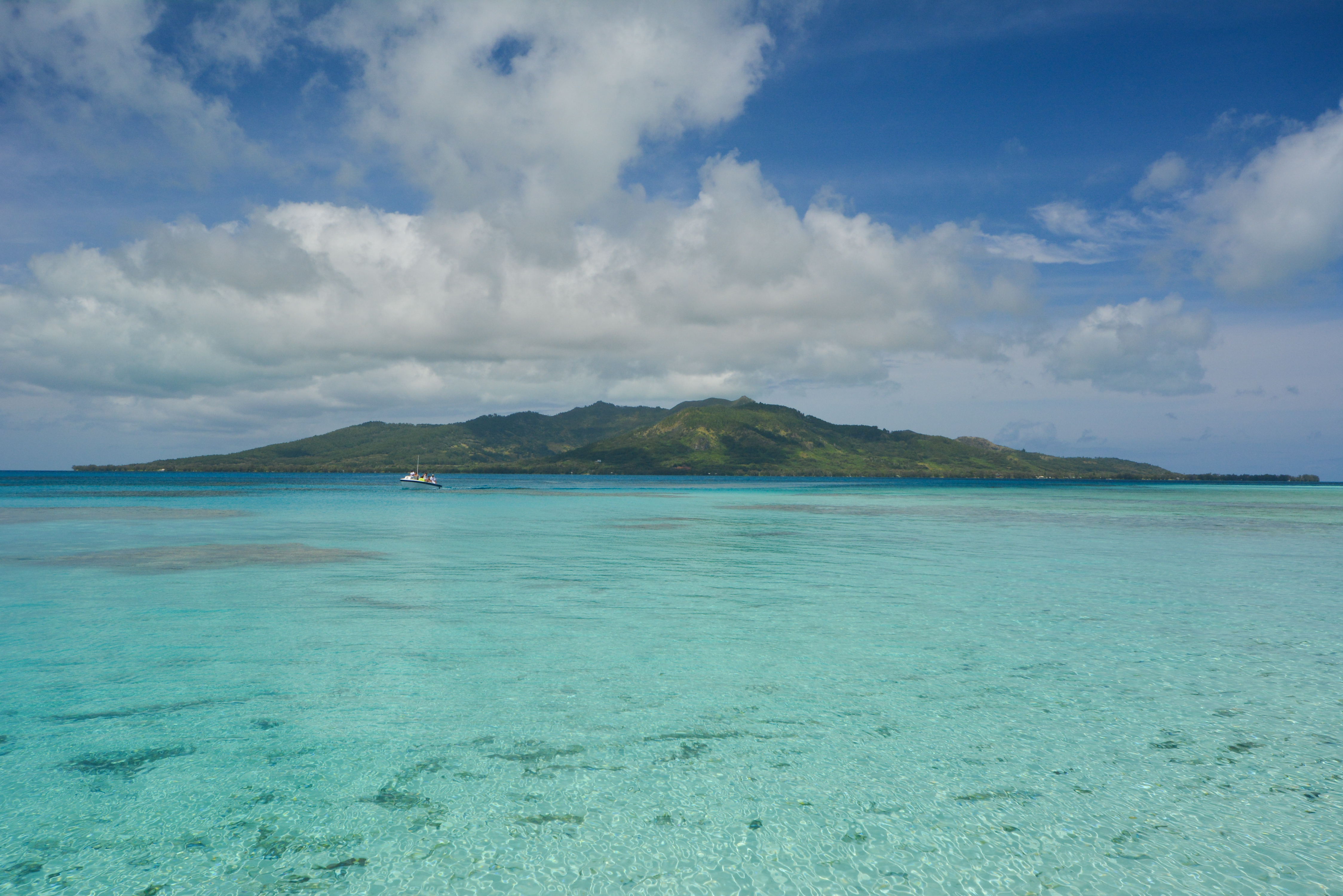
Vista de la isla desde el motu Mitiha.
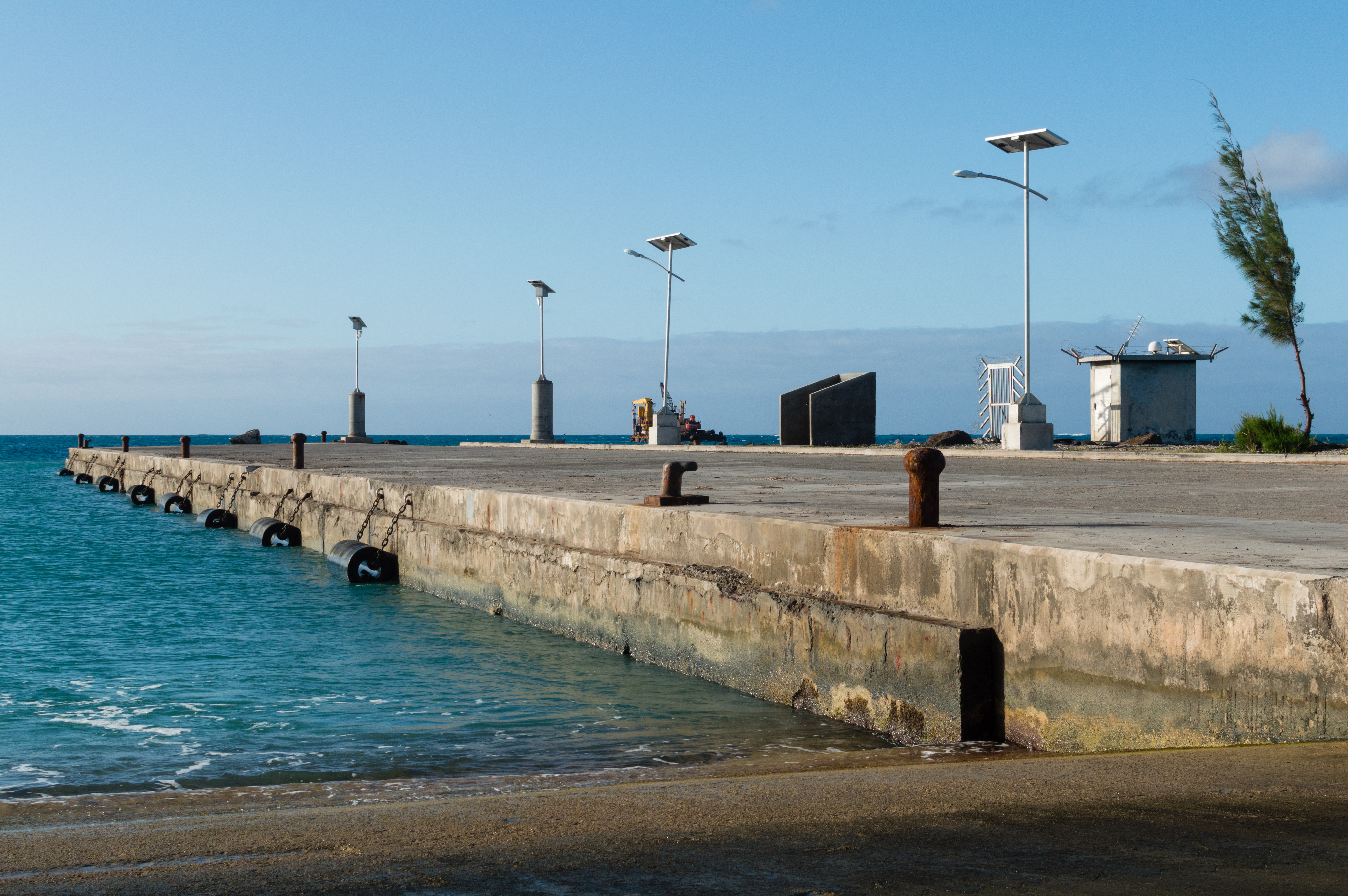
Muelle de Tubuai
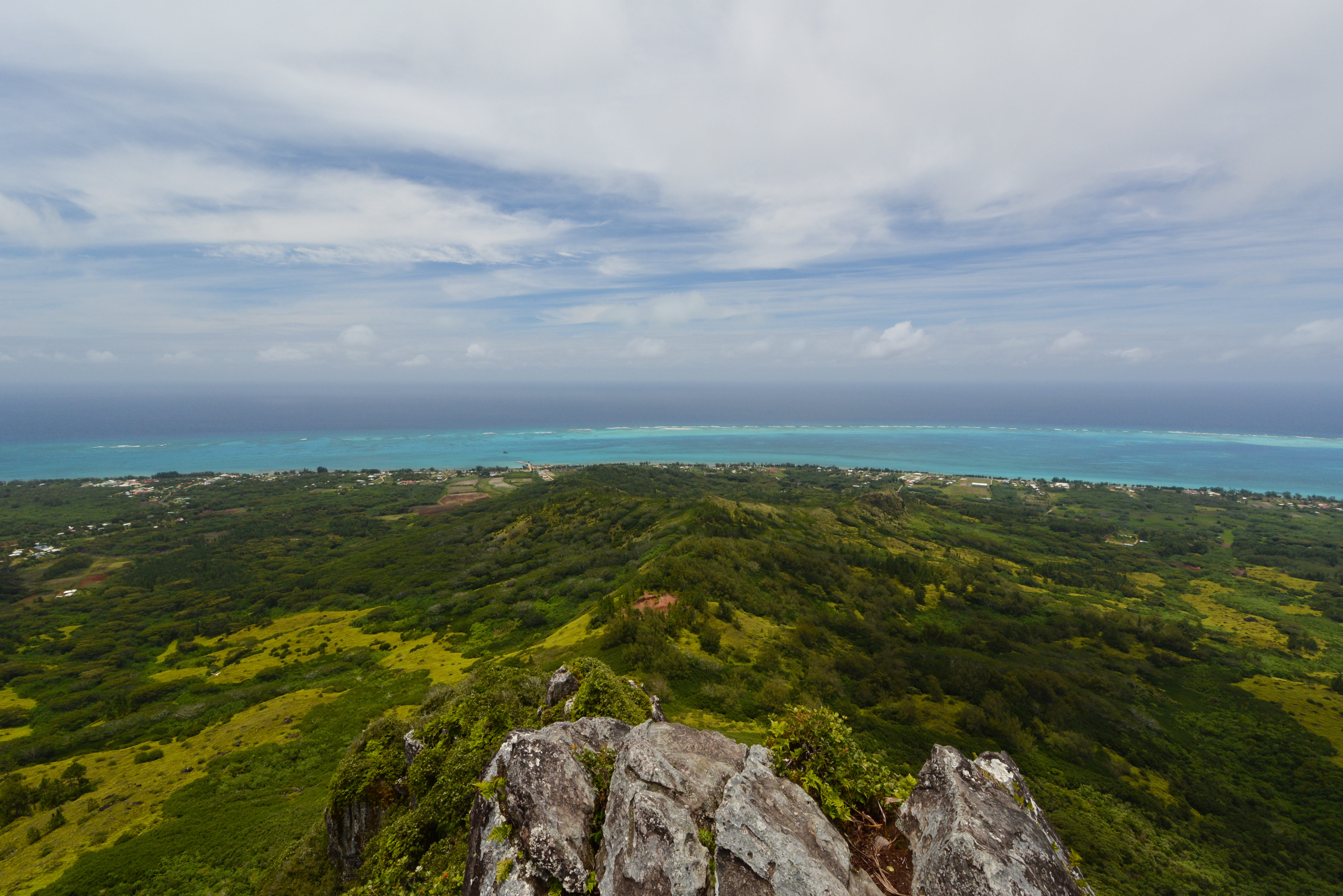
Vista desde el monte Taita´a.
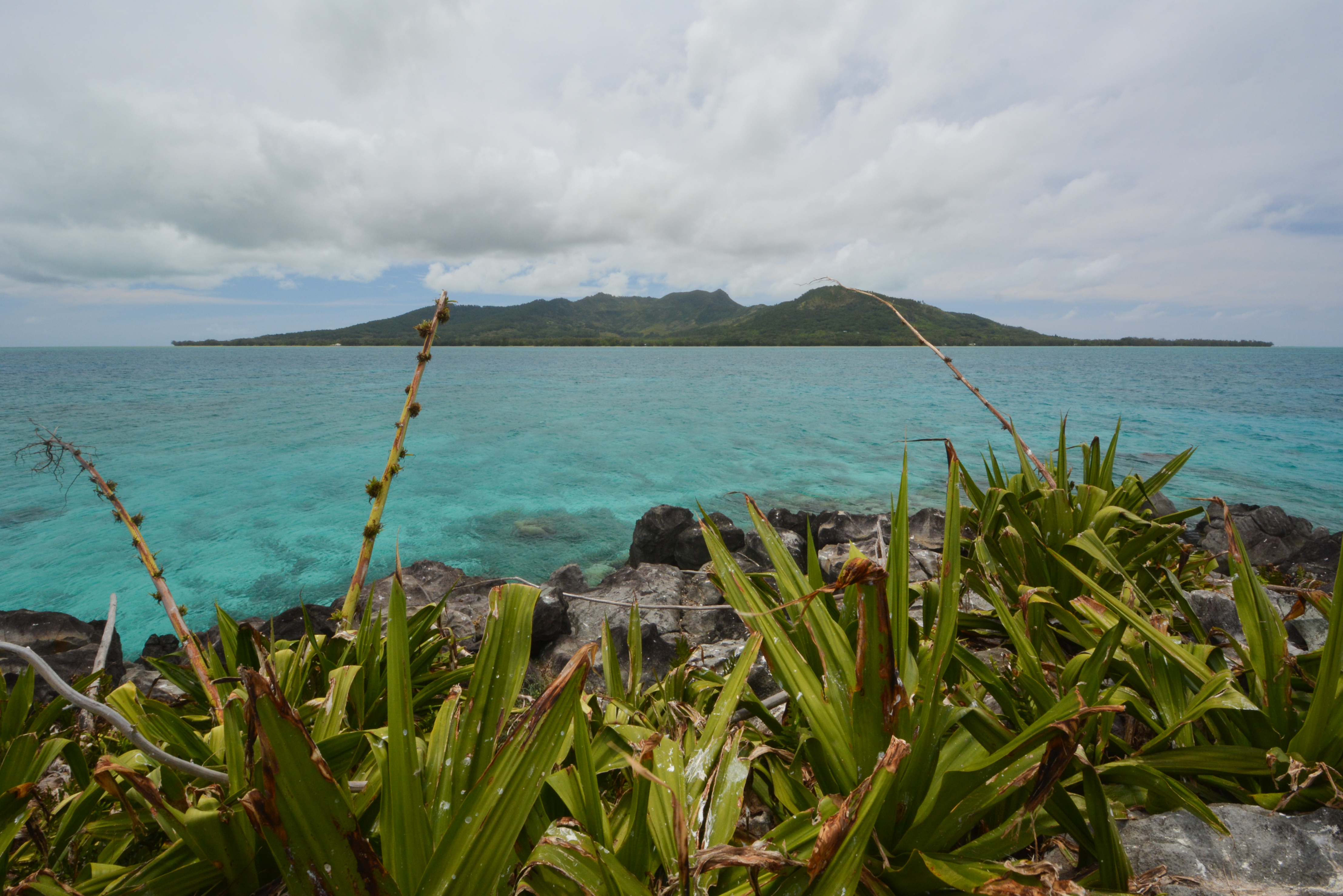
Vista desde el motu 'Ōfa'i.